# Fahrenholz (Uckerland)
Fahrenholz ist ein Ortsteil der amtsfreien Gemeinde Uckerland im Landkreis Uckermark in Brandenburg.

## Geographie
Der Ort liegt sechs Kilometer südlich von Strasburg (Uckermark). Die Nachbarorte sind Güterberg im Nordosten, Lübbenow und Lindhorst im Südosten, Zarnkehöfe und Kleisthöhe im Südwesten, Amalienhof im Westen sowie Hornshagen, Luisenburg und Carolinenthal im Nordwesten.

## Geschichte
Fahrenholz erste urkundliche Erwähnung stammt von 1287. 1340 erfolgte eine Erwähnung unter dem Namen vorholt, was Kiefernwald bedeutet. Das Dorf wurde zu einem nicht genau bekannten Zeitpunkt, möglicherweise bereits vor 1375, aufgegeben und erst später wieder aufgebaut. Bezeugt ist es wieder ab 1500 südöstlich der ursprünglichen Siedlung. Von der ersten Dorfanlage zeugt heute noch die Ruine einer Feldsteinkirche an der Bahnlinie nach Strasburg. 1756/1757 wurde das Dorf als Rittervorwerk genannt, um 1800 wurde es als adliges Gut, das bis 1945 als Winterfeldt'sches Eigentum zum Gut Menkin gehörte, bezeichnet. Nach dem Zweiten Weltkrieg wurde das zum Dorf gehörige Land enteignet und verteilt. Von den 477 Hektar gingen 168 Hektar an 28 landlose Bauern und Landarbeiter, 170 Hektar an 16 Umsiedler, und 35 Hektar wurden Gemeindebesitz. In dieser Zeit wuchs die Bevölkerung des Dorfes stark an und betrug ein Jahr nach Kriegsende 405 Einwohner.